# Ювентус (жіночий футбольний клуб)
«Ювентус» (італ. Juventus Football Club) — італійський жіночий футбольний клуб з міста Турин області П'ємонт. Було створено у 2017 році, як жіночу секцію футбольного клубу «Ювентус».
Виступає у жіночій Серії А з сезону 2017—2018. «Ювентус» є однією з найтитулованіших жіночих команд Італії. Володар національного рекорду: клуб став першим італійським клубом в історії (і серед жінок, і серед чоловіків), якому вдалося провести «ідеальний сезон» — виграти всі календарні матчі чемпіонату.  Також «Ювентус» став першою жіночою командою Італії, яка виграла п'ять чемпіонських титулів поспіль.

## Історія
Генеральний менеджер «Ювентуса» Джузеппе Маротта у травні 2017 року оголосив, що клуб планує створити жіночу команду.  
Жіноча секція Ювентуса була офіційно створена 1 липня 2017 року. Попри те, що в минулому в Турині вже існували інші жіночі футбольні клуби «Реал Ювентус» та «Ювентус Торіно», які теж використовували чорно-білі кольори, вони ніколи не мали жодного зв'язку з легендарним чоловічим клубом.
Після того як Італійська федерація футболу (FIGC) дозволила професійним чоловічим клубам купувати аматорські жіночі клуби, Ювентус придбав спортивну ліцензію клубу Серії А — «Кунео». Сам «Кунео» тим часом був розпущений, що дозволило новоствореній команді одразу ж змагатися у вищому італійському дивізіоні. 
Домашнім полем «Ювентуса» є «Campo Ale & Ricky» («Ель і Рікі Філд»), який розрахований на 498 місць та розташований у Тренувальному центрі «Ювентуса» в Віново. Для матчів жіночої Ліги чемпіонів УЄФА (за винятком кваліфікаційних раундів) «Ювентус» використовує стадіон «Ювентус Стедіум» чоловічої команди в Турині. 

## Досягнення
- Серія А
  -  Переможці (6): 2018, 2019, 2020, 2021, 2022, 2025
- Кубок Італії
  -  Володар Кубка (4): 2019, 2022, 2023, 2025
- Суперкубок Італії
  -  Володар Суперкубка (4): 2019, 2020, 2021, 2023